# Campionati del mondo di atletica leggera indoor 2022 - Salto con l'asta femminile
La gara del salto con l'asta femminile dei campionati del mondo di atletica leggera indoor 2022 si è svolta il 19 marzo.

## Podio
| Pos.    | Atleta         | Nazionalità | Misura |
| ------- | -------------- | ----------- | ------ |
| Oro     | Sandi Morris   | Stati Uniti | 4,80 m |
| Argento | Katie Nageotte | Stati Uniti | 4,75 m |
| Bronzo  | Tina Šutej     | Slovenia    | 4,75 m |

## Situazione pre-gara

### Record
Prima di questa competizione, il record del mondo indoor e il record dei campionati erano i seguenti.
| Record                | Prestazione | Atleta                    | Data e luogo                          | Competizione                     |
| --------------------- | ----------- | ------------------------- | ------------------------------------- | -------------------------------- |
| Record mondiale       | 5,02 mm     | Jennifer Suhr Stati Uniti | 2 marzo 2013 Albuquerque, Stati Uniti | Campionati statunitensi indoor   |
| Record dei campionati | 4,95 m      | Sandi Morris Stati Uniti  | 3 marzo 2018 Birmingham, Regno Unito  | Campionati del mondo indoor 2018 |

### Campionesse in carica
Le campionesse in carica a livello mondiale erano:
| Campione        | Atleta                     | Prestazione | Data e luogo                         | Competizione                     |
| --------------- | -------------------------- | ----------- | ------------------------------------ | -------------------------------- |
| Olimpico        | Katie Nageotte Stati Uniti | 4,90 m      | 5 agosto 2021 Tokyo, Giappone        | Giochi della XXXII Olimpiade     |
| Mondiale indoor | Sandi Morris Stati Uniti   | 4,95 m      | 3 marzo 2018 Birmingham, Regno Unito | Campionati del mondo indoor 2018 |

### La stagione
Prima di questa gara, le atlete con le migliori tre prestazioni dell'anno erano:
| Pos. | Atleta                                         | Prestazione | Data e luogo                               |
| ---- | ---------------------------------------------- | ----------- | ------------------------------------------ |
| 1    | Anzhelika Sidorova Atleti Neutrali Autorizzati | 4,87 m      | 19 febbraio 2022 Clermont-Ferrand, Francia |
| 2    | Polina Knoroz Atleti Neutrali Autorizzati      | 4,81 m      | 19 febbraio 2022 Clermont-Ferrand, Francia |
| 3    | Iryna Zhuk Bielorussia                         | 4,80 m      | 17 febbraio 2022 Liévin, Francia           |
| 3    | Katie Nageotte Stati Uniti                     | 4,80 m      | 17 febbraio 2022 Liévin, Francia           |
| 3    | Sandi Morris Stati Uniti                       | 4,80 m      | 27 febbraio 2022 Spokane, Stati Uniti      |
| 3    | Tina Šutej Slovenia                            | 4,80 m      | 5 marzo 2022 Rouen, Francia                |

## Risultati

### Finale
La finale diretta si è tenuta il 19 marzo alle ore 18:08.
| Pos | Atleta           | Nazionalità   | 4,30 m | 4,45 m | 4,60 m | 4,70 m | 4,75 m | 4,80 m | 4,90 m | Risultato | Note                                     |
| --- | ---------------- | ------------- | ------ | ------ | ------ | ------ | ------ | ------ | ------ | --------- | ---------------------------------------- |
|     | Sandi Morris     | Stati Uniti   | -      | o      | xo     | o      | o      | xxo    | xxx    | 4,80 m    | Miglior prestazione personale stagionale |
|     | Katie Nageotte   | Stati Uniti   | -      | o      | o      | o      | o      | xxx    |        | 4,75 m    |                                          |
|     | Tina Šutej       | Slovenia      | -      | o      | xo     | xxo    | o      | xxx    |        | 4,75 m    |                                          |
| 4   | Yana Hladiychuk  | Ucraina       | o      | xo     | o      | xxx    |        |        |        | 4,60 m    | Miglior prestazione personale stagionale |
| 4   | Angelica Moser   | Svizzera      | -      | xo     | o      | xxx    |        |        |        | 4,60 m    |                                          |
| 6   | Olivia McTaggart | Nuova Zelanda | o      | o      | xxo    | xxx    |        |        |        | 4,60 m    |                                          |
| 7   | Xu Huiqin        | Cina          | o      | o      | xxx    |        |        |        |        | 4,45 m    |                                          |
| 8   | Elisa Molinarolo | Italia        | xxo    | o      | xxx    |        |        |        |        | 4,45 m    |                                          |
| 9   | Amálie Švábíková | Rep. Ceca     | o      | xo     | xxx    |        |        |        |        | 4,45 m    |                                          |
| 10  | Margot Chevrier  | Francia       | xo     | xo     | xxx    |        |        |        |        | 4,45 m    |                                          |
| 11  | Roberta Bruni    | Italia        | o      | xxx    |        |        |        |        |        | 4,30 m    |                                          |